# Зайцев, Григорий Григорьевич
Григорий Григорьевич Зайцев (13 января 1910, Орёл — 19 августа 1982, Ленинград) — советский военачальник, генерал-майор танковых войск. Первый заместитель командующего 11-й гвардейской армии, участник Великой Отечественной войны.

## Биография
Родился 13 января 1910 года в Орле.
С 1932 года призван в ряды РККА служил в Горьковской бронетанковой школе в должности механика-водителя. С 1934 по 1936 год обучался в Горьковской бронетанковой школе. С 1936 по 1938 год служил в войсках Приморской группы войск в составе 23-й механизированной бригады в должностях командира учебного взвода курсантов учебного батальона и командира роты 214-го отдельного разведывательного батальона. С 1938 по 1941 год служил в войсках 1-й Отдельной Краснознамённой армии в составе 3-й отдельной танковой бригады в должностях начальника штаба 14-го отдельного учебного танкового батальона, 214-го и 14-го отдельного разведывательного батальонов. 
С марта по октябрь 1941 года — начальник оперативного отделения штаба 58-й танковой дивизии. Участник Великой Отечественной войны с первых дней войны в составе этой дивизии. С октября по декабрь 1941 года — начальник штаба, с декабря 1941 по апрель 1942 года — командир 116-го танкового полка 58-й танковой дивизии. В октябре 1941 года 58-я танковая дивизия была переброшена под Москву и вошла в состав Западного фронта и заняла оборону на подступах к Клину, защищая город от возможного прорыва противника, участвуя в Клинско-Солнечногорской оборонительной операции в одном из этапов Московской битвы. 16 — 17 ноября соединение участвовало в наступлении 16-й армии на Волоколамск. 21 ноября 1941 года в бою был ранен. С 1942 года служил в войсках Калининского фронта в должности начальника отделения кадров, с июля по сентябрь 1942 года — начальник штаба Автобронетанкового управления 30-й армии. С сентября 1942 по июль 1943 года — помощник начальника оперативного отдела полевого управления 30-й армии. С июля 1943 по сентябрь 1944 года — старший помощник начальника отдела Управления кадров Бронетанковых и механизированных войск Красной армии.
С 1944 по 1947 год обучался в Военной академии бронетанковых войск РККА имени И. В. Сталина. С сентября по ноябрь 1947 года — начальник отдела боевой подготовки штаба Бронетанковых и механизированных войск Московского военного округа. С 1947 по 1949 год — командир 48-го гвардейского танкового полка 12-й гвардейской танковой дивизии в составе ГСВГ. С 1951 по 1953 год обучался в Высшей военной академии имени К. Е. Ворошилова. С 1953 по 1955 год — заместитель командира 13-й гвардейской механизированной дивизии. С сентября по декабрь 1955 года — заместитель командира 39-й гвардейской механизированной дивизии. 
С 1955 по 1957 год — командир 27-й механизированной дивизии в составе 38-й армии. С 1957 по 1958 год — командир 27-й мотострелковой дивизии в составе ГСВГ. С 1958 по 1960 год — командир 19-й гвардейской механизированной дивизии. С 1960 по 1962 год — заместитель командующего 14-й армии по боевой подготовке. С 19 января 1962 по 24 мая 1965 года — первый заместитель командующего 11-й гвардейской армии в составе Прибалтийского военного округа. С 1965 по 1971 год на педагогической работе в Военной академии тыла и транспорта в должности начальника кафедры общей тактики оперативного искусства.  
С 1971 года в запасе.
Скончался 19 августа 1982 года в Ленинграде, похоронен на Серафимовском кладбище.

## Награды
- два ордена Красного Знамени (07.08.1942, 20.04.1953);
- Орден Кутузова II степени (18.12.1956);
- два ордена Красной Звезды (30.04.1947, 26.02.1965);
- Медаль «За боевые заслуги» (03.11.1944);
- Медаль «За оборону Москвы» (01.05.1944);
- Медаль «За победу над Германией в Великой Отечественной войне 1941—1945 гг.» (22.06.1945);
- Медаль «30 лет Советской Армии и Флота» (1948);
- Медаль «40 лет Вооружённых Сил СССР» (1958);
- Медаль «20 лет Победы в Великой Отечественной войне 1941—1945 гг.» (1965);
- Медаль «50 лет Вооружённых Сил СССР» (1968)[7][1].